# Mochna nátržník
Mochna nátržník (Potentilla erecta) je druh rostliny z čeledi růžovité.

## Popis
Je to vytrvalá bylina s 1–3 cm tlustými a svislými oddenky, které skoro dřevnatí a na řezu jsou červeně zbarvené. Lodyhy, které z oddenku vyrůstají, jsou vystoupavé až polehlé, ale nekořenují. Jsou 10–50 cm dlouhé, hustě porostlé střídavými listy, roztroušeně chlupaté a v hořejší polovině vrcholičnaté až latovitě rozvětvené. Přízemní listy jsou dlouze řapíkaté, většinou dlanitě trojčetné, řidčeji pětičetné, složené z obvejčitých lístků, ke spodu klínovitě zúžených. Listy lodyžní jsou podobné, ale přisedlé. Lodyžní listy mají bylinné, veliké, 5-7klané palisty. Přízemní listy mají palisty blanité. Květní stopky jsou dlouhé a tenké. Květy většinou 4četné, asi 10 mm v průměru. Kalíšek je složen z lístků podlouhle vejčitých až čárkovitých, zatupělých. Korunní plátky jsou žluté, naspodu tmavší, většinou srdčitého tvaru. Tyčinek je 15-20. Plůdky jsou vejčité, vrásčitě tvarované, řidčeji hladké. Kvete od května až do října.

## Výskyt
Roste na sušších lukách, v řídkých lesích, ve vřesovištích a na rašelinách z nížin až do hor. Vyskytuje se v celé střední Evropě, v severní Asii, na východě Altaje, na jihu Kavkazu a na Azorách.

## Využití
- Oddenek byl dříve ceněným léčivem proti různým nemocem díky (u bylin nezvykle vysokému) obsahu tříslovin. Užívá se vnitřně v prášku jako adstringens a hemostatikum, v odvaru proti průjmu, střevnímu krvácení a žaludečním obtížím; zevně slouží jako kloktadlo při zánětu sliznice dutiny ústní, mandlí a ve formě obkladů při mokvajících vyrážkách a popáleninách.[1]Likér, připravený máčením oddenku v lihu, se doporučuje pro posílení žaludku, např. v bavorském Pošumaví pod německým jménem byliny Blutwurz.

## Galerie

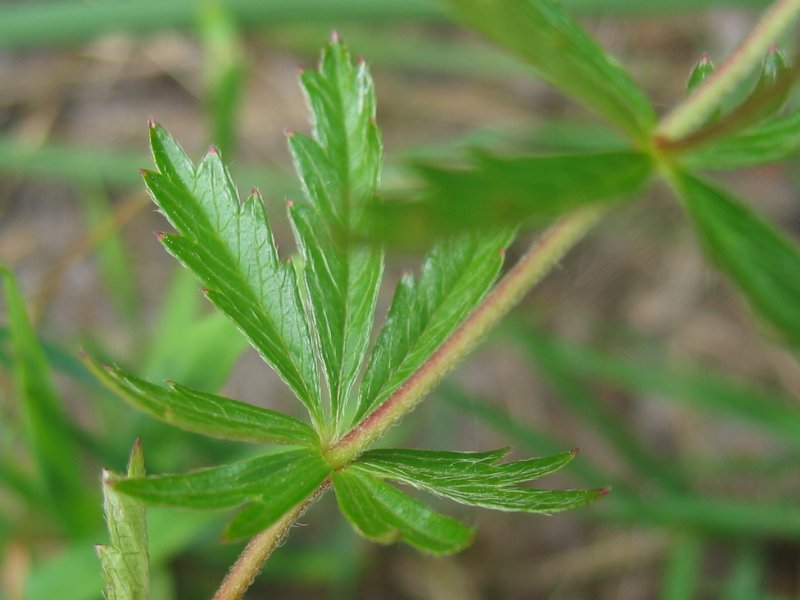
Detail lodyžního listu
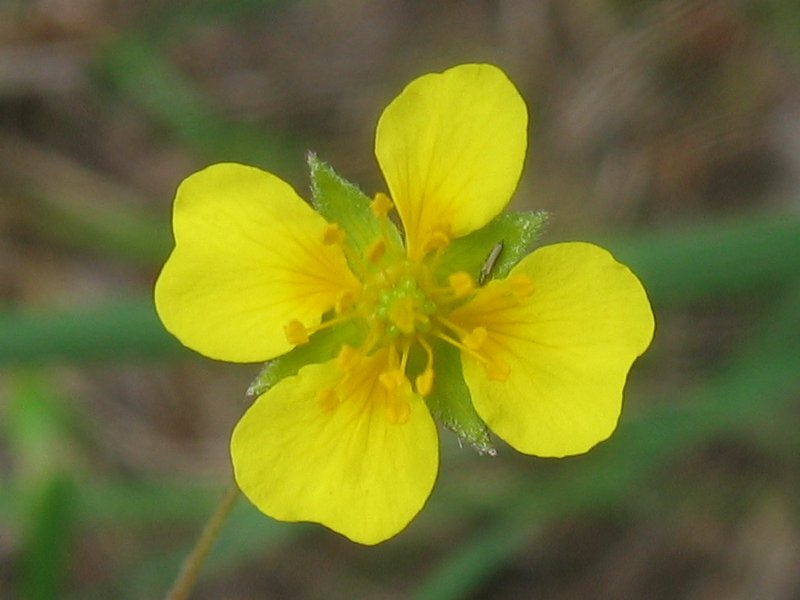
Detail květu
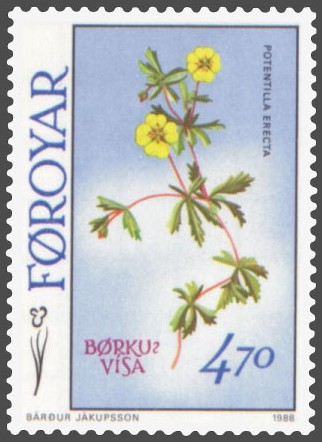
Mochna nátržník na poštovní známce